# Dom parafialny

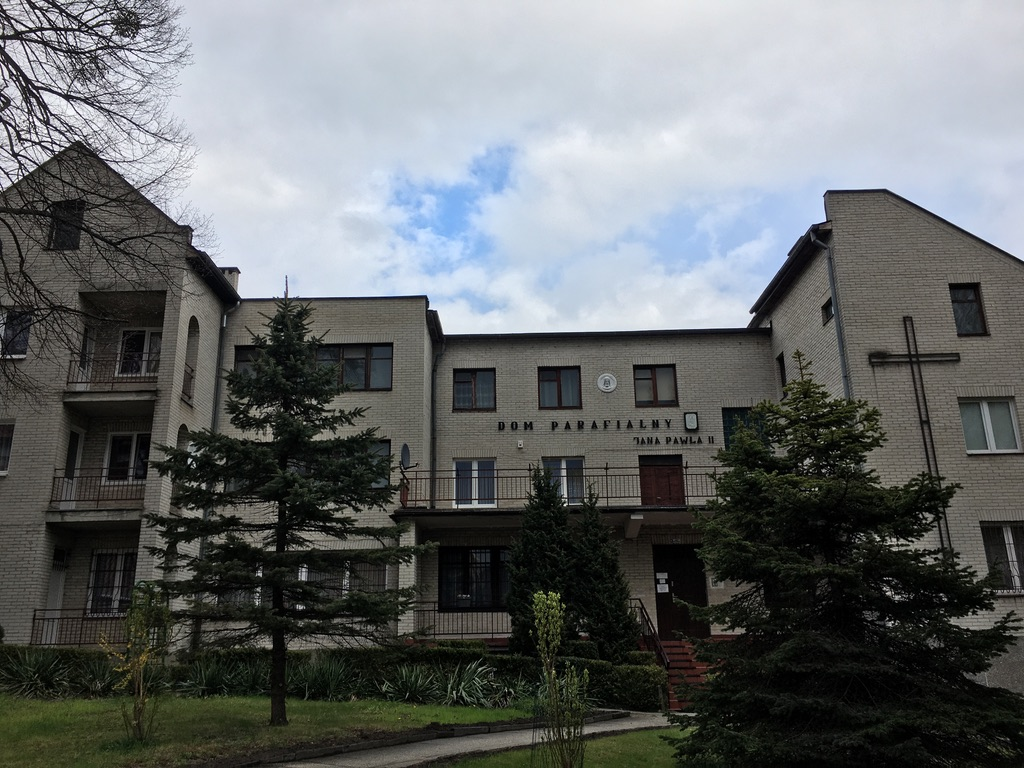
Dom parafialny

Dom parafialny – budynek użyteczności publicznej będący własnością parafii, zazwyczaj ulokowany w pobliżu kościoła, przeznaczony na działalność społeczną, duszpasterską, oświatową, katechetyczną, charytatywną lub opiekuńczą. Dom parafialny może również stanowić mieszkanie dla duchowieństwa lub osób zakonnych, jednak nie jest to jego główna funkcja. 
Budowanie domów parafialnych obok kościołów było popularne wśród ewangelików i mariawitów. 